# Bianca Brundel
Bianca Brundel is moleculair en celbioloog en hoogleraar moleculaire biologie. Brundel is bekend van haar experimentele modelsystemen die aangrijpingspunten voor de behandeling van boezemfibrilleren laten zien. Brundel is werkzaam in het Amsterdam UMC.

## Jeugd en opleiding
Brundel groeide op in Lichtenvoorde en bezocht het Marianum te Groenlo. Daarna volgde zij de opleiding biochemisch en biotechnologisch laborant aan de hoge-laboratoriumopleiding in Enschede, gevolgd door een masteropleiding moleculaire en cellulaire biologie aan de Vrije Universiteit Amsterdam. Tijdens haar masteropleiding specialiseerde Brundel zich vooral in de industriële genetica en populariseren van de biologie.

## Carrière
In 1995 startte Brundel haar promotieonderzoek op de afdeling Klinische Farmacologie en Cardiologie UMC Groningen onder begeleiding van Isabelle van Gelder, Harry Crijns, en Rob Henning. Voor dit onderzoek bracht Brundel de moleculaire en structurele veranderingen in menselijk boezemhartweefsel in kaart bij patiënten met versus zonder boezemfibrilleren. Haar belangrijkste bevindingen zijn de afbraak van specifieke eiwitten (myolyse) door boezemfibrilleren. Dit heeft voornamelijk betrekking op zogenaamde ionkanalen en eiwitten die betrokken zijn bij het samentrekken van de boezemhartcel. Een specifiek eiwit, calpaine, is betrokken bij de eiwitafbraak en structuurveranderingen in de boezem. Een behandeling gericht op het voorkomen van myolyse zou bij patiënten boezemfibrilleren helpen voorkomen. Om dit concept verder uit te werken, ging Brundel werken op de afdeling Celbiologie van het UMCG (prof. Harrie Kampinga) en aan het Montreal Heart Institute van de Universiteit van Montreal (prof. Stanley Nattel, Canada).
Na haar terugkeer in Nederland specialiseerde Brundel zich verder op de afdeling Klinische Farmacologie en sinds 2016 is ze werkzaam als hoogleraar op de afdeling Fysiologie, Amsterdam UMC, VUmc, Amsterdam Cardiovascular Sciences.

## Denkrichting en erkenning
De studies van Brundel zijn vooral gericht op het ontrafelen van de moleculaire mechanismen die ten grondslag liggen aan boezemfibrilleren. Centraal in haar onderzoek staat de rol van het ontsporen van de eiwit homeostasis, ookwel proteostasis genoemd.
Brundel werkt hoofdzakelijk met zelf opgezette experimentele modelsystemen voor boezemfibrilleren, zoals gekweekte boezemhartcellen en de bananenvlieg. Door experimentele uitkomsten te vergelijken met de bevindingen in menselijk hartweefsel, geeft zij haar onderzoek een translationeel karakter. Samen met Natasja de Groot (Erasmus MC), test zij nieuwe geneesmiddelen en voedingssupplementen gericht op het herstellen van de schade in boezemhartcellen in en in samenwerking met patiënten met boezemfibrilleren.
In 2013 maakte het UMCG bekend dat het onderzoek had geleid tot een nieuw medicijn tegen boezemfibrilatie.
De inzichten van Brundel zijn in 2022 opgenomen in Nature Reviews Disease Primers ‘Atrial Fibrillation’ en hebben geresulteerd in het verkrijgen van een subsidie van 3,6 miljoen euro binnen de Nationale WetenschapsAgenda (2022) en voor project CIRCULAR, waarin Stichting AFIP een centrale rol speelt.

## Project CIRCULAR
Brundel heeft de leiding over het project CIRCULAR. Binnen het onderzoek naar triggers en voorkomers van boezemfibrilleren staan de ervaringen van patiënten centraal. Deze ervaringen zijn verzameld via stichting AFIP en samen met diverse onderzoekers (waaronder Natasja de Groot, Peter van Tintelen, Umut Konus, Yannick Taverne, Esther Creemers en Martin Bennink) richt dit project zich op het in kaart brengen van de moleculaire mechanismen en hoe triggers boezemfibrilleren veroorzaken of stoppen.
In 2022 startte Brundel onderzoek naar triggers als stress, genetische variatie en pesticiden. Daarnaast onderzoekt zij potentiële remmers van boezemfibrilleren, waaronder muziek en een 'whole foods plant-based diet'.
- ORCID: 0000-0002-4768-234X
- ResearcherID: D-2318-2016